# Olivia Jordan
Olivia Jordan Thomas (sinh ngày 28 tháng 9 năm 1988) là một nữ diễn viên, người mẫu, người dẫn chương trình truyền hình và hoa hậu người Mỹ, cô đã đăng quang Hoa hậu Mỹ 2015. Cô đại diện cho Hoa Kỳ tại Hoa hậu Hoàn vũ 2015, nơi cô giành được vị trí Á hậu 2. Jordan cũng đại diện cho Hoa Kỳ tại Hoa hậu Thế giới 2013, nơi cô lọt vào top 20. Cô là người phụ nữ đầu tiên đến từ Oklahoma đăng quang Hoa hậu Hoa Kỳ.

## Tiểu sử
Jordan sinh ra và lớn lên ở Tulsa, Oklahoma với Bob và Jill Thomas. Cô ấy là thế hệ thứ tư của Tulsan, và theo học trường trung học Bishop Kelley. Sau khi tốt nghiệp, Jordan chuyển đến Boston, Massachusetts để theo học Đại học Boston. Khi còn là sinh viên đại học, Jordan đã đủ điều kiện tham gia SAG nhờ công việc làm thêm nổi bật trong các bộ phim Ted và Here Comes the Boom. Khi trở thành thành viên SAG, Jordan biết được rằng ai đó đã sử dụng tên "Olivia Thomas" và bắt đầu sử dụng Jordan làm họ nghề nghiệp của mình. Cô tốt nghiệp vào tháng 5 năm 2011 với bằng Cử nhân Khoa học về khoa học sức khỏe, sau đó chuyển đến Los Angeles để theo đuổi sự nghiệp người mẫu và diễn xuất.

## Các cuộc thi sắc đẹp
Jordan đại diện cho Beverly Hills trong cuộc thi Hoa hậu California Hoa Kỳ 2013 vào ngày 13 tháng 1 năm 2013, nơi cô về đích với vị trí Á hậu 1 Hoa hậu California Hoa Kỳ 2013, Mabelynn Capeluj. Cuối năm đó, Jordan được bổ nhiệm làm Hoa hậu Thế giới Mỹ 2013 và tham gia cuộc thi Hoa hậu Thế giới 2013, nơi cô lọt vào top 20 và cũng là Á quân 1 của phần thi Top Model.
Vào ngày 21 tháng 12 năm 2014, Jordan đã giành được danh hiệu Hoa hậu Oklahoma USA 2015 bởi tân hoa hậu Brooklynne Young và sau đó giành được danh hiệu Hoa hậu Mỹ 2015 vào ngày 12 tháng 7 năm 2015, tại Baton Rouge, Louisiana, khiến cô trở thành thí sinh đầu tiên đến từ Oklahoma giành chiến thắng và là người chiến thắng đầu tiên đến từ miền Nam kể từ sau Kristen Dalton, người đã giành chiến thắng khi đại diện cho Bắc Carolina vào năm 2009 (mặc dù Nana Meriwether của Maryland đã được bổ nhiệm làm Hoa hậu Mỹ sau chiến thắng Hoa hậu Hoàn vũ 2012 của Olivia Culpo). Câu hỏi của cô ấy với tư cách là người lọt vào vòng chung kết Hoa hậu Hoa Kỳ hỏi cô ấy sẽ chọn ai với tư cách là một phụ nữ Mỹ để đưa vào thiết kế tờ tiền mới tiếp theo. Cô ấy tên là Harriet Tubman. Vào ngày 20 tháng 4 năm 2016, Bộ Tài chính Hoa Kỳ chính thức thông báo rằng họ đã chọn Tubman để xuất hiện trên tờ 20 đô la mới. Trong thời gian đương nhiệm của cô, Donald Trump đã bán cổ phần của mình trong Tổ chức Hoa hậu Hoàn vũ để chấm dứt mối quan hệ của ông với cuộc thi sắc đẹp. Jordan đại diện cho Hoa Kỳ trong cuộc thi Hoa hậu Hoàn vũ 2015 được tổ chức vào ngày 20 tháng 12 năm 2015, nơi cô được vinh danh là Á hậu 2.[9] Jordan đã mặc một chiếc váy Berta Bridal tùy chỉnh trong phần thi trang phục dạ hội và được chọn trong số mười người mặc đẹp nhất trong cuộc thi.
Jordan là người thứ ba của Hoa Kỳ tham dự hai cuộc thi sắc đẹp quốc tế lớn sau Brucene Smith, người đã thi Hoa hậu Thế giới 1971 và giành chiến thắng tại Hoa hậu Quốc tế 1974, và Andrea Neu, người trước đó đã thi Hoa hậu Quốc tế 2013 và Hoa hậu Trái đất 2014. Tuy nhiên , cô đã xuất sắc trở thành người phụ nữ đầu tiên đại diện cho Hoa Kỳ tại hai cuộc thi quốc tế lớn nhất và lâu đời nhất trên thế giới: Hoa hậu Thế giới và Hoa hậu Hoàn vũ.
Cô là một trong mười cựu Hoa hậu Thế giới lọt vào bán kết Hoa hậu Hoàn vũ, những người còn lại là Michelle McLean của Namibia năm 1992, Christine Straw của Jamaica năm 2004, Ada de la Cruz của Cộng hòa Dominica năm 2009, Yendi Phillipps cũng của Jamaica năm 2010, Patricia Yurena Rodríguez của Tây Ban Nha năm 2013, Catriona Gray của Philippines năm 2018, Maëva Coucke của Pháp năm 2019, Julia Gama của Brazil và Andrea Meza của Mexico đều năm 2020.

## Đời sống cá nhân
Vào tháng 8 năm 2018, Jordan đính hôn với nam diễn viên người Anh Jay Hector và sau đó họ kết hôn vào tháng 11 năm 2019. Cô sinh con gái Lola vào tháng 9 năm 2021.

### Chính trị
Sau khi đăng quang Hoa hậu Mỹ 2015, Jordan đã lên tiếng về niềm tin chính trị của mình. Trong cuộc bầu cử tổng thống Hoa Kỳ năm 2016, Jordan là người thẳng thắn chỉ trích ứng cử viên Đảng Cộng hòa Donald Trump và ủng hộ ứng cử viên Đảng Dân chủ Hillary Clinton. Sau khi Đạo luật bảo vệ sự sống con người ở Alabama được thông qua năm 2019 và dự luật về nhịp tim ở Georgia, Jordan đã công khai tuyên bố rằng cô bị lạm dụng tình dục khi còn nhỏ và bị cưỡng hiếp khi còn là một thiếu niên, và vì "các quyết định được đưa ra đối với cơ thể [cô] mà không có sự đồng ý của [cô] ”, cô thấy việc thông qua hóa đơn nhịp tim không khác gì trải nghiệm của mình.

## Danh sách phim
| Năm  | Tên                    | Vai trò                     |
| ---- | ---------------------- | --------------------------- |
| 2012 | Four Questions         | Josephine Cohen             |
| 2012 | Ted                    | Party Guest                 |
| 2012 | Here Comes the Boom    | Ring Girl                   |
| 2013 | Jobs                   | Girl in Bedroom Estate      |
| 2014 | Sophie                 | Attractive Park Bench Woman |
| 2014 | Thinspiration          | Thin Chic Woman             |
| 2014 | 10.0 Earthquake        | Felicia                     |
| 2015 | Hot Tub Time Machine 2 | Bridesmaid                  |
| 2018 | Destined to Ride       | Coach Matthews              |
| 2019 | Angel                  | Robbie                      |
| 2021 | Attraction to Paris    | Astrid                      |
| 2022 | Escape from Love       | Sadie                       |

| Năm  | Tên                            | Vai trò            |  |
| ---- | ------------------------------ | ------------------ |  |
| 2014 | Murder in the First            | Jessica            |  |
| 2016 | Miss Teen USA 2016             | Host               |  |
| 2017 | Small Shots                    | Supermodel 1       |  |
| 2017 | This is LA                     | Host               |  |
| 2018 | This is SF                     | Host               |  |
| 2018 | Sports Illustrated Swim Search | Herself / Finalist |  |
| 2018 | Hawaii Five-0                  | Girlfriend – 1980  |  |
| 2019 | Hearts on Fire                 | Vanessa            |  |
| 2019 | Dollface                       | Blond Woman        |  |
| 2022 | NCIS: Hawaiʻi                  | Vessela Toska      |  |